# Euglossa maculilabris
Euglossa maculilabris là một loài Hymenoptera trong họ Apidae. Loài này được Moure mô tả khoa học năm 1968.